# Arichanna gaschkevitchii
Arichanna gaschkevitchii är en fjärilsart som beskrevs av Victor Ivanovitsch Motschulsky 1860. Arichanna gaschkevitchii ingår i släktet Arichanna och familjen mätare. Inga underarter finns listade i Catalogue of Life.

## Bildgalleri

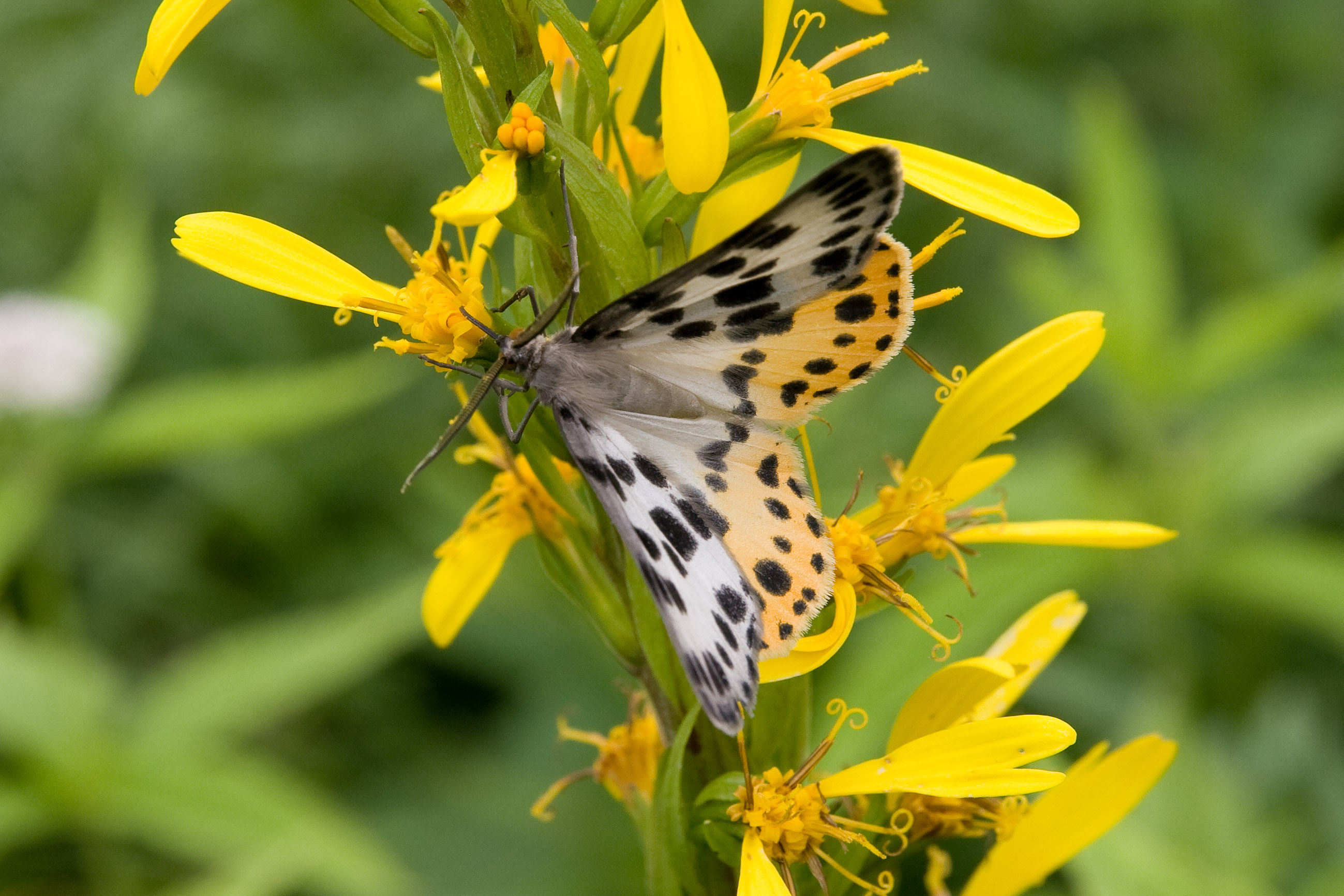
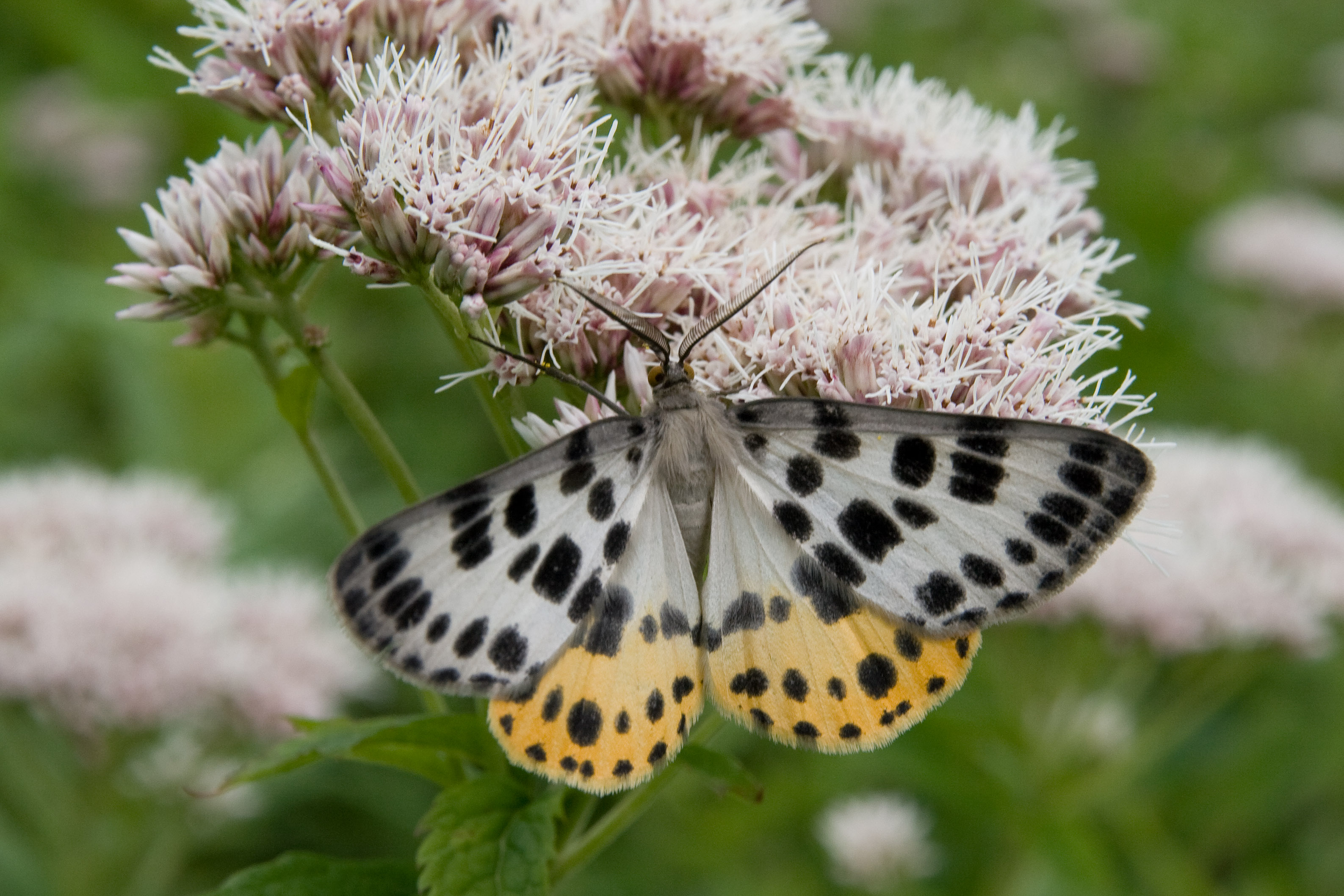